# Ambala
Ambala este o localitate în statul Ambala, India. Conform recensământului din anul 2011, localitatea avea 406.784 locuitori.